# EssilorLuxottica
EssilorLuxottica S.A. is een Frans/Italiaans multinationaal bedrijf dat corrigerende brillenglazen produceert en instrumenten voor oogartsen en opticiens. Het is ontstaan in 2018 door de fusie van Franse Essilor en het Italiaanse Luxottica.

## Activiteiten
EssilorLuxottica is wereldleider op het gebied van lenzen en brillenglazen. De producten worden in meer dan 150 landen verkocht. In 2022 telde het bedrijf zo’n 190.000 medewerkers.
De belangrijkste producten die Essilor verkoopt zijn lenzen, brillenglazen en apparatuur voor oogartsen en opticiens, dit maakt zo’n 75% van de omzet uit. Verder komt een kwart van de omzet uit zonnebrillen en aanverwante artikelen. De belangrijkste afzetmarkt is Noord-Amerika, hier werd in 2022 bijna de helft van de omzet gerealiseerd. Europa staat op de tweede plaats met een derde van de omzet.
Een groot deel van de verkopen vindt plaats via de eigen winkels zoals de optiekketen Pearle. EssilorLuxottica telde in 2022 bijna 18.000 vestigingen.

## Geschiedenis
In januari 2017 werd bekend dat Essilor en de Italiaanse brillenmaker Luxottica gaan fuseren. Luxottica is eigenaar van merken als Ray-Ban en Oakley. De combinatie is verder gegaan onder de naam EssilorLuxottica.
In juli 2019 werd bekend dat de EssilorLuxottica het Nederlandse bedrijf GrandVision wil overnemen. Eind juli bereikten de twee overeenstemming, EssilorLuxottica neemt het 76,7%-aandelenbelang van HAL Investments in GrandVision over voor € 28 per aandeel. Door de uitbraak van de coronapandemie werd de overname minder zeker en in juni 2021 won EssilorLuxottica een arbitragezaak. Het Zwitserse arbitragehof oordeelde dat de voorwaarden van de koopovereenkomst in de pandemie zijn geschonden door GrandVision. Tegen deze uitspraak was geen beroep mogelijk, maar uiteindelijk heeft EssilorLuxottica de overname doorgezet en betaalde de oorspronkelijk afgesproken prijs van zo'n 7,2 miljard euro. Op 1 juli 2021 is de verkoop van het aandelenbelang van HAL in GrandVision afgerond. EssilorLuxottica heeft vervolgens een succesvol bod gedaan op alle andere aandelen en eind 2021 had EssilorLuxottica nagenoeg alle aandelen in handen.

## Aandeelhouders
EssilorLuxottica is een naamloze vennootschap en het aandeel is genoteerd aan Euronext in Parijs. Het is ook een van de 40 grootste Franse beursgenoteerde bedrijven en opgenomen in de beursindex CAC 40.
Leonardo Del Vecchio, de oprichter en topman van Luxottica, was de grootste aandeelhouder met een belang 32,3%. Dit belang hield hij via zijn investeringsbedrijf Delfin. Hij overleed op 27 juni 2022, maar Delfin is blijven bestaan en de aandelen zijn in handen gekomen van zijn familie en erfgenamen.
AB Inbev ·
ADP ·
Adyen ·
Ahold Delhaize ·
AIB ·
Air Liquide ·
Airbus ·
Aker BP ·
AkzoNobel ·
Alstom ·
ArcelorMittal ·
Argenx ·
ASMI ·
ASML ·
AXA ·
Bank of Ireland ·
BioMérieux ·
BNP Paribas ·
Bouygues ·
Bureau Veritas ·
Campari ·
Capgemini ·
Carrefour ·
Crédit Agricole ·
D'Ieteren ·
Danone ·
Dassault Systèmes ·
DNB ·
DSM-Firmenich ·
Edenred ·
EDP ·
Eiffage ·
Enel ·
ENGIE ·
Eni ·
Equinor ·
EssilorLuxottica ·
Eurofins Scientific ·
Ferrari ·
Galp Energia ·
GBL ·
Generali ·
Heineken ·
ING ·
Intesa Sanpaolo ·
INWIT ·
Ipsen ·
J. Martins ·
KBC ·
Kering ·
Kerry ·
Kingspan ·
KPN ·
Legrand ·
Mediobanca ·
Michelin ·
Moncler ·
Mowi ·
NN Group ·
Norsk Hydro ·
Orange ·
Pernod Ricard ·
Philips ·
Pluxee ·
Poste Italiane ·
Prosus ·
Prysmian ·
Publicis ·
Randstad ·
Recordati ·
Renault ·
Ryanair ·
Safran ·
Saint-Gobain ·
Sanofi ·
Schneider Electric ·
Shell ·
Smurfit Kappa ·
Snam ·
Société Générale ·
Sodexo ·
Solvay ·
Stellantis ·
STMicroelectronics ·
Syensqo ·
Telenor ·
Teleperformance ·
Tenaris ·
Terna ·
Thales ·
TotalEnergies ·
UCB ·
UMG ·
UniCredit ·
Veolia Environnement ·
VINCI ·
Vivendi ·
Wolters Kluwer ·
Worldline ·
Yara